# Gys i blomsterbutikken (film fra 1960)
|  | For andre betydninger, se Little Shop of Horrors |
Gys i blomsterbutikken (originaltitel: The Little Shop of Horrors) er en amerikansk film fra 1960, instrueret af Roger Corman.
Filmen handler om den nørdede blomsterbutiksassistent Seymour, der fremavler en blodtørstig, kødædende og snakkende plante. Den hastigt voksende plante skaffer nye kunder til den skrantende butik og giver Seymour uventet prestige, men han får samtidig alvorlige problemer med at skaffe mad til monstret. Blandt de medvirkende ses en meget ung Jack Nicholson og i de andre roller kan nævnes Jonathan Haze, Jackie Joseph og Mel Welles.
Optagelsen af The Little Shop of Horrors er legendarisk, idet stort set hele filmen blev skudt på to dage!
Filmen blev i 1982 til en teatermusical Little Shop of Horrors (dansk titel: Gys i blomsterbutikken) med musik af Alan Menken og tekster af Howard Ashman, der i Danmark bl.a. har været opsat på Betty Nansen Teatret, Odense Teater og i Portalen, Greve Teater- og Musikhus, af Teatret Gorgerne.
Denne musical blev i 1986 filmatiseret under titlen Little Shop of Horrors (dansk titel Gys i blomsterbutikken) med Rick Moranis, Ellen Greene, Steve Martin og Bill Murray, med instruktion af Frank Oz.

## Eksterne Henvisninger
- Gys i blomsterbutikken på Internet Movie Database (engelsk)
- Gys i blomsterbutikken på Filmdatabasen
- Gys i blomsterbutikken på Scope
- Gys i blomsterbutikken i Svensk Filmdatabas (svensk)
- Gys i blomsterbutikken på AlloCiné (fransk)
- Gys i blomsterbutikken på MovieMeter (nederlandsk)
- Gys i blomsterbutikken på AllMovie (engelsk)
- Gys i blomsterbutikken hos American Film Institute (engelsk)
- Gys i blomsterbutikkens profil hos Encyclopædia Britannica Online (engelsk)
- Gys i blomsterbutikken på Turner Classic Movies (engelsk)